# Kriegerdenkmal Wespen

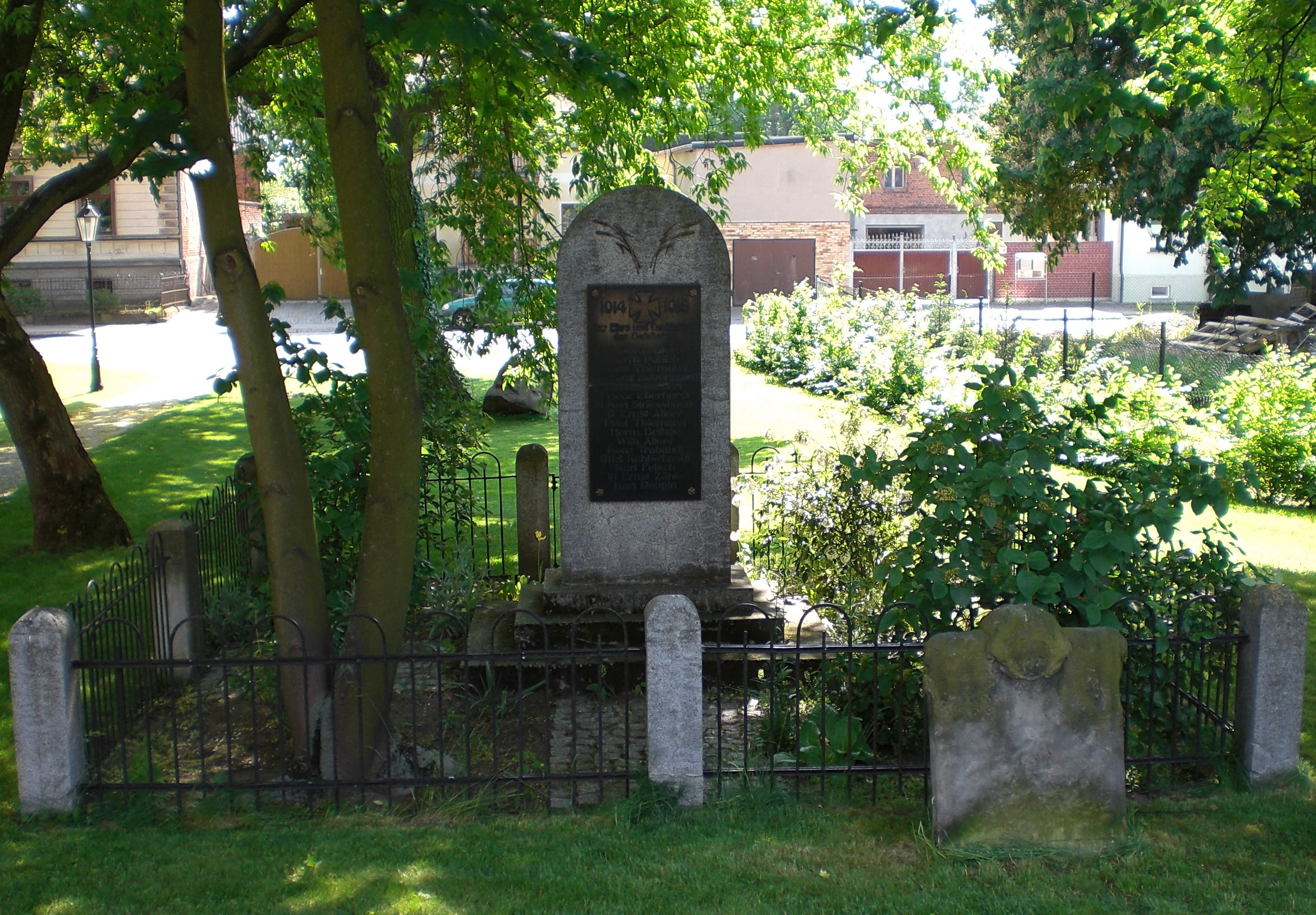
Kriegerdenkmal Wespen

Das Kriegerdenkmal Wespen ist ein denkmalgeschütztes Kriegerdenkmal in der Ortschaft Wespen der Stadt Barby in Sachsen-Anhalt. Im örtlichen Denkmalverzeichnis ist das Kriegerdenkmal unter der Erfassungsnummer 094 61325 als Kleindenkmal verzeichnet.
Das Kriegerdenkmal Wespen befindet sich in der Nähe der Schrotholzkirche. Es ist eine Gedenkstätte für die Gefallenen des Ersten und Zweiten Weltkriegs. Die Gedenkstätte besteht aus einer Stele mit eingelassener Gedenktafel mit den Namen der Gefallenen. Die Inschrift der Tafel lautet 1914–1918 Zu Ehre und Gedächtnis der Gefallenen und 1939–1945 Zu Ehre und Gedächtnis der Gefallenen.

## Quelle
- Gefallenendenkmal Wespen Online, abgerufen am 31. Juli 2017.